# Національний музей Кардіффа
Національний музей в Кардіффі (валл. Amgueddfa Genedlaethol Caerdydd, англ. National Museum Cardiff) — музей і художня галерея в місті Кардіфф, Уельс, Велика Британія, є частиною Національного музею Уельсу. Вхід до музею безкоштовний, а сам музей утримується на кошти Ассамблеї Уельсу.
Національний музей Уельсу заснований 1907 р., успадкував колекції музею Кардіффа, розташованого в будівлі Кардіффської центральної бібліотеки. Будівництво нової будівлі музею в Кардіффі розпочалося в 1912 р. в Катайс-парку, але через Першу світову війну так і не було завершено до 1927 р. Архітекторами були Арнольд Данбар Сміт і Сесіл Брюєр, однак сучасний вид споруди суттєво змінений.
У музеї знаходяться колекції з археології, ботаніки, зоології, геології та образотворчого мистецтва.

## Колекції

### Геологічні експонати

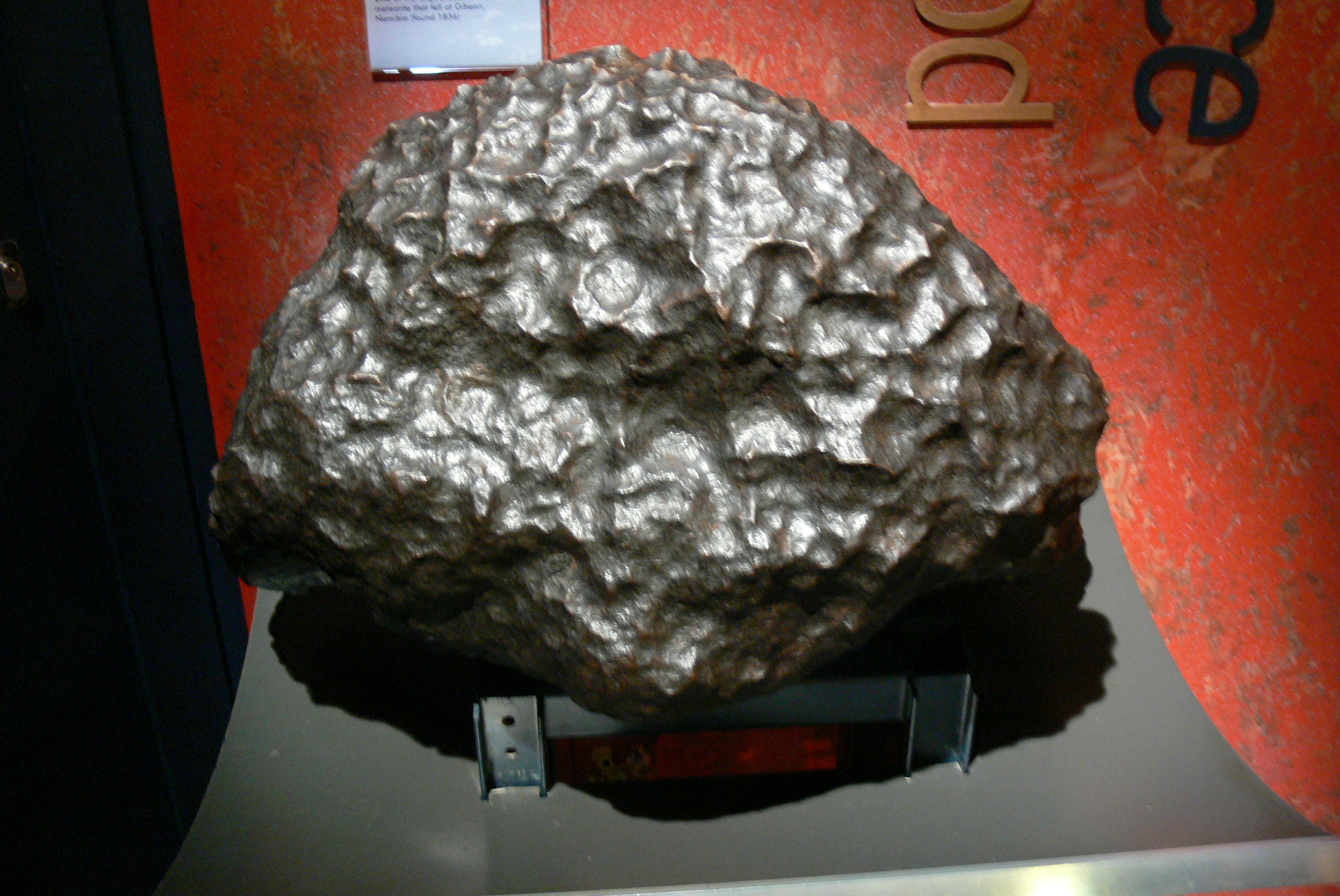
Метеорит, знайдений у 1836 р. в Намібії
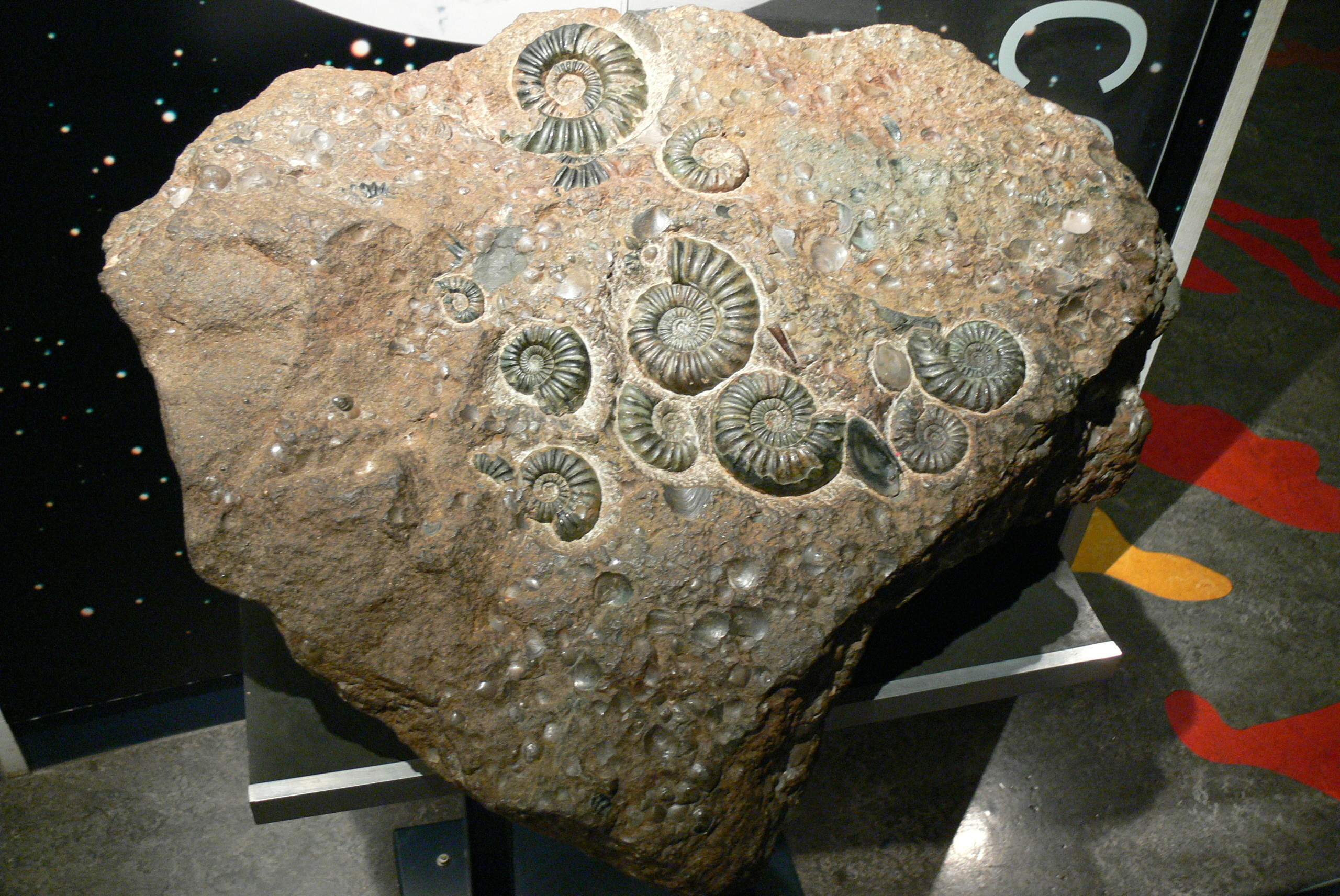
Скам'янілі амоніти
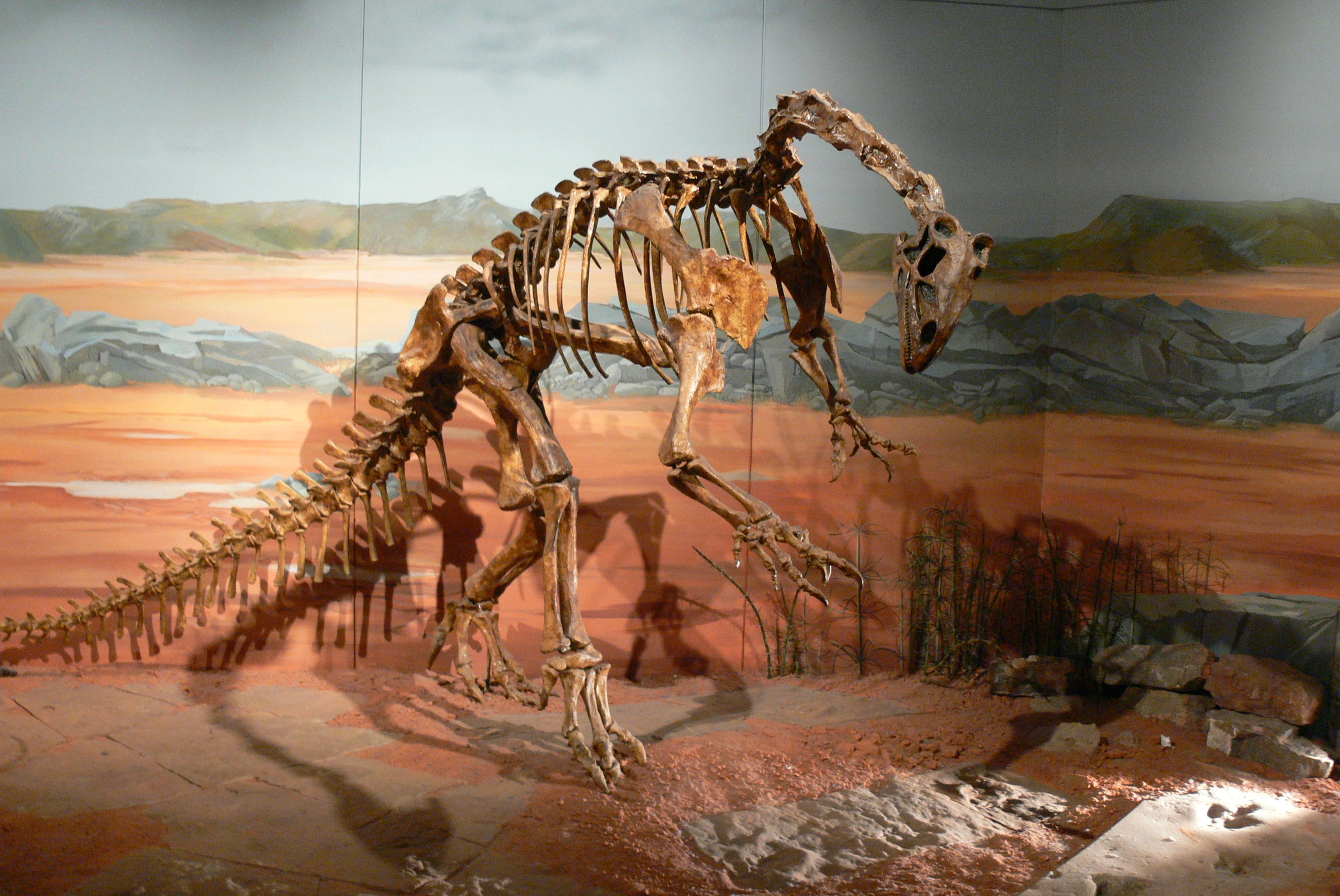
Текодонтозавр
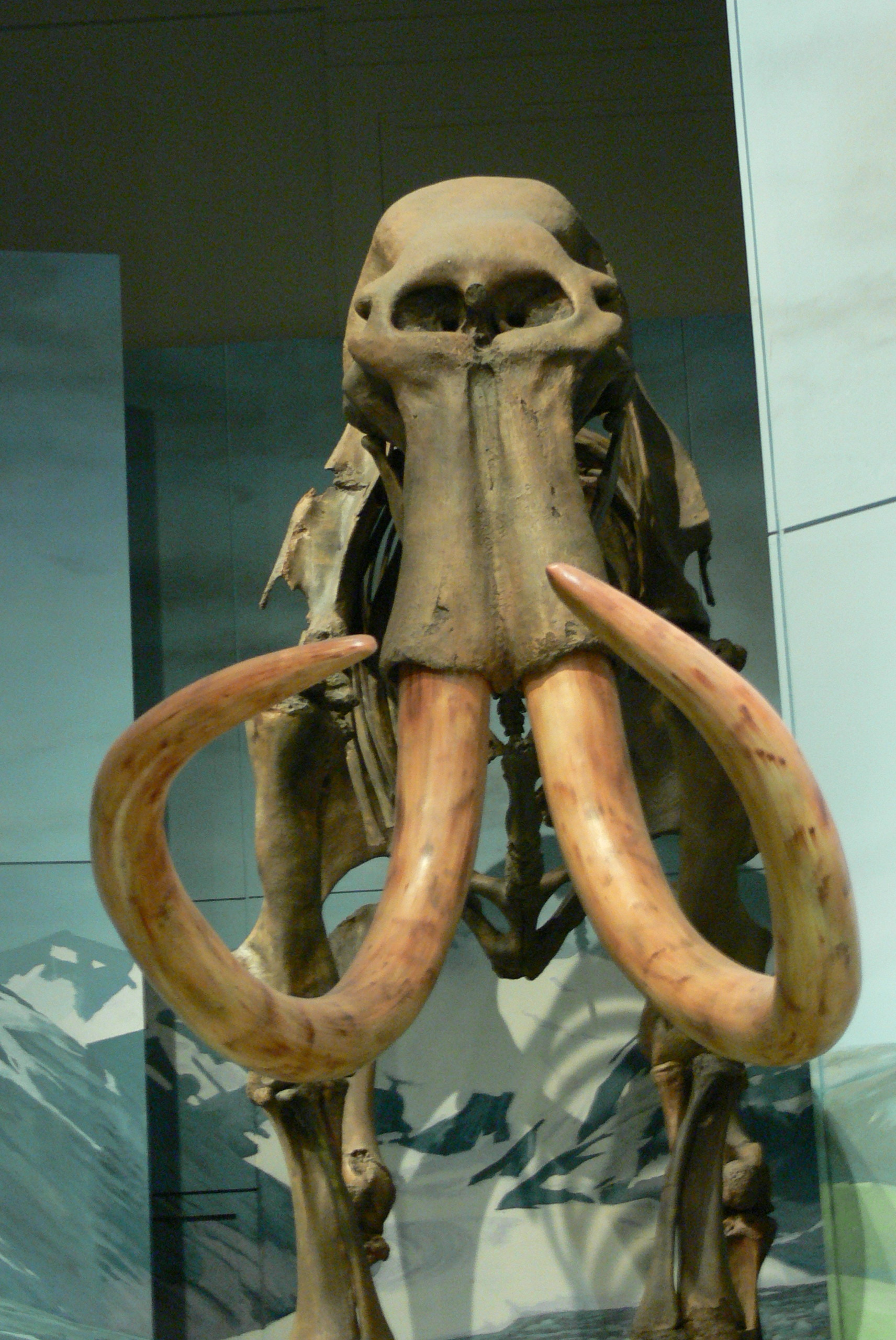
Мамонт

### Живопис

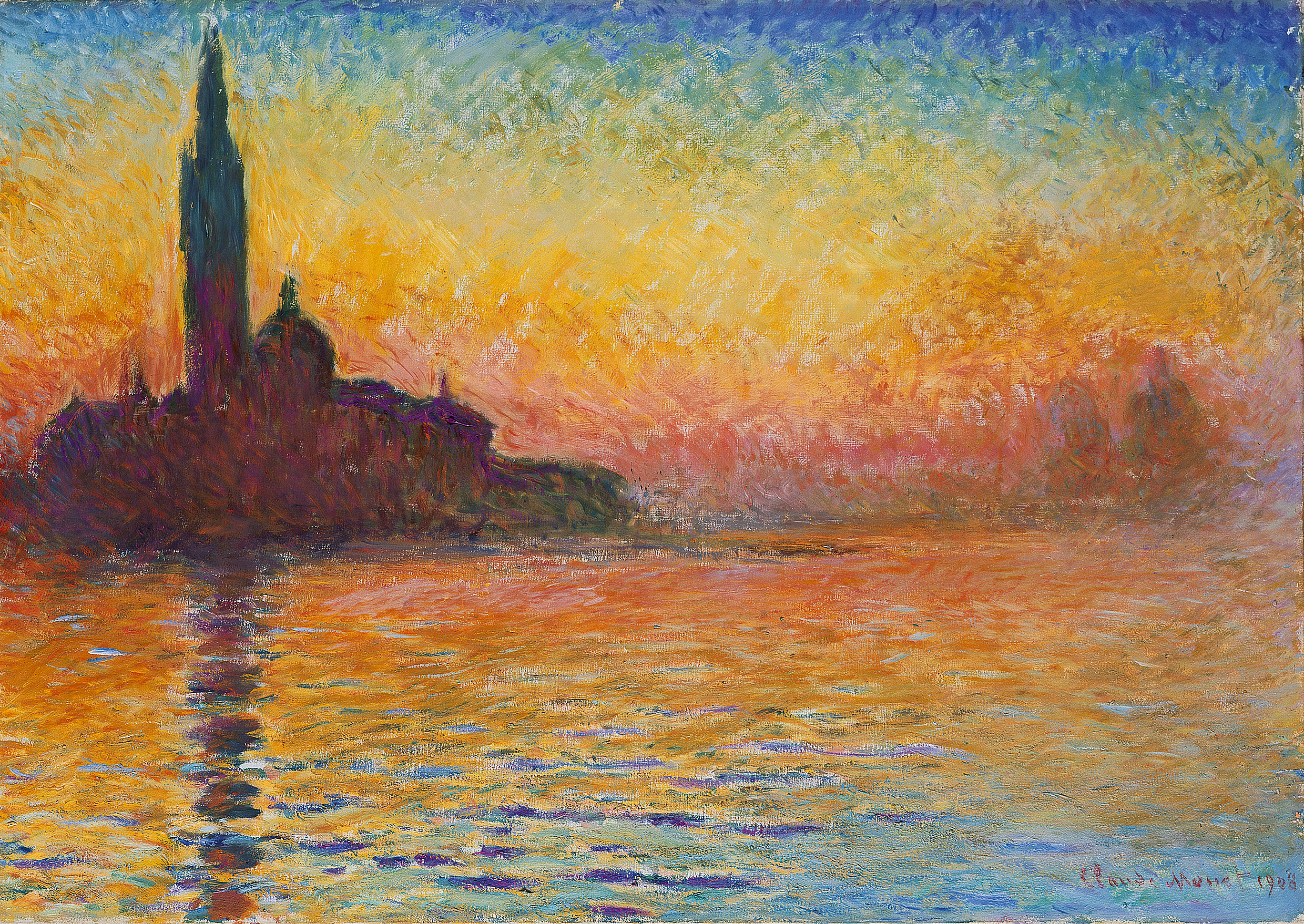
Клод Моне. «Сан-Джорджо Маджоре у сутінках» (фр. Saint-Georges majeur au crépuscule), 1908
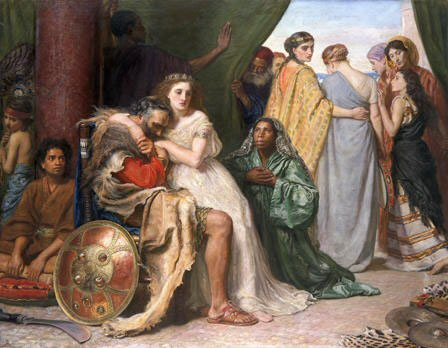
Джон Еверетт Мілле. «Їфтах», 1867